# As'ad Pascià al-Azm
Asʿad Ismāʿīl al-ʿAẓm, (in arabo أسعد إسماعيل العظم‎?, Asʿad Ismāʿīl al-ʿAẓm), più noto come Asʿad Pascià al-ʿAẓm, o Azim Pascià (Ma'arrat al-Nu'man, 1706 – 1757), è stato dal 1743, per 12 anni, wali di Damasco.
Fu nominato dal Sultano d'Istanbul Amīr al-ḥajj per la Siria, incaricato cioè dal potere ottomano di condurre la grande carovana del pellegrinaggio obbligatorio a Mecca. 
Nel 1752 fece costruire un grande khān (magazzini per merci), sul modello dei "Fondachi" veneziani, a dimostrazione del fiorire dei commerci sotto la sua conduzione politica della città. 
Ciò non impedì che tuttavia sotto il suo governatorato si verificassero moti di piazza a causa dell'eccessivo aumento dei prezzi del pane.